# Ministeriale
El ministeriale es un bombón de chocolate negro con forma de medallón relleno de licor crema, producido por la histórica repostería "Scaturchio" de Nápoles, Italia.
Fue creado en 1905 por el pastelero Francesco Scaturchio, como un homenaje a la cantante y actriz Anna Fougez. El éxito del bombón lo impulsó a solicitar el título de proveedor de la Casa Real. Para conseguirlo, Scaturchio se sometió a extenuantes trámites burocráticos ante varios ministerios; de ahí el nombre del bombón.